# ウェルズ郡 (ノースダコタ州)
ウェルズ郡（英: Wells County）は、アメリカ合衆国ノースダコタ州の中央部に位置する郡である。2010年国勢調査での人口は4,207人であり、2000年の5,102人から17.5％減少した。郡庁所在地はフェッセンデン市（人口479人）であり、同郡で人口最大の自治体はハーベイ市（人口1,783人）である。ノースダコタ州の人口重心が郡の南東隅、サイクストン市の南東約9マイル (14 km) にある。

## 歴史
ウェルズ郡は1872年から1873年にダコタ準州議会が創設し、郡名はジェームズタウンの銀行家、ジェームズ川バレーの初期開拓者で、1881年に準州議会議員を務めたエドワード・ペイソン・ウェルズに因んで名付けられた。郡政府は1884年8月28日に初めて組織化され、郡庁所在地は1884年から1894年までサイクストンにあったが、その後は一貫してフェッセンデン市にある。

## 地理
アメリカ合衆国国勢調査局に拠れば、郡域全面積は1,291平方マイル (3,344 km2)であり、このうち陸地は1,271平方マイル (3,292 km2)、水域は19平方マイル (49 km2)で水域率は1.50％である。

### 主要高規格道路
| - アメリカ国道52号線 | - ノースダコタ州道3号線 - ノースダコタ州道15号線 - ノースダコタ州道30号線 - ノースダコタ州道91号線 - ノースダコタ州道200号線 | - 郡道1号線 - 郡道5号線 - 郡道52号線 |

### 隣接する郡
- ベンソン郡 - 北
- エディ郡、フォスター郡 - 東
- スタッツマン郡 - 南東
- キダー郡 - 南
- シェリダン郡 - 西
- ピアース郡 - 北西

## 人口動態
以下は2000年の国勢調査による人口統計データである。
| 基礎データ - 人口: 5,102人 - 世帯数: 2,215 世帯 - 家族数: 1,453 家族 - 人口密度: 2人/km2（4人/mi2） - 住居数: 2,643軒 - 住居密度: 1軒/km2（2軒/mi2） 人種別人口構成 - 白人: 99.12% - アフリカン・アメリカン: 0.14% - ネイティブ・アメリカン: 0.24% - アジア人: 0.24% - その他の人種: 0.02% - 混血: 0.25% - ヒスパニック・ラテン系: 0.29% 先祖による構成 - ドイツ系：59.5％ - ノルウェー系：24.1％ 年齢別人口構成 - 18歳未満: 22.5% - 18-24歳: 4.6% - 25-44歳: 22.7% - 45-64歳: 24.2% - 65歳以上: 26.0% - 年齢の中央値:45歳 - 性比（女性100人あたり男性の人口） - 総人口: 96.6 - 18歳以上: 94.0 | 世帯と家族（対世帯数） - 18歳未満の子供がいる: 25.4% - 結婚・同居している夫婦: 58.6% - 未婚・離婚・死別女性が世帯主: 4.8% - 非家族世帯: 34.4% - 単身世帯: 32.6% - 65歳以上の老人1人暮らし: 18.6% - 平均構成人数 - 世帯: 2.25人 - 家族: 2.85人 収入と家計 - 収入の中央値 - 世帯: 31,894米ドル - 家族: 39,284米ドル - 性別 - 男性: 27,277米ドル - 女性: 16,810米ドル - 人口1人あたり収入: 17,932米ドル - 貧困線以下 - 対人口: 13.51% - 対家族数: 10.3% - 18歳未満: 11.1% - 65歳以上: 17.9% |

## 都市と町

### 都市
- ボウドン
- キャセイ
- フェッセンデン - 郡庁所在地
- ハンバーグ
- ハーベイ
- ハーズフィールド
- サイクストン

注: ノースダコタ州の法人化された自治体は、その大きさに拠らず全て「市」になる

### その他の町
- ブレーメン
- チェイスリー
- ヒートン

### 郡区
| - バーリン - ビロドー - ブレーメン - ブルムース - キャセイ - チェイスリー - クリスタルレイク - デルジャー - フェアビル - フォワード | - フラム - ジャーマンタウン - ハーランド - ハンバーグ - ホークスネスト - ハイムダル - ヒルズデール - ジョンソン - リン - マンフレッド | - ノーウェイレイク - オシュコシュ - ポニーガルチ - プログレス - ルスランド - セントアンナ - シルバーレイク - サウスコットンウッド - スピードウェル - サイクストン | - バルハラ - ウェルズ - ウェストノーウェイ - ウェストオンタリオ - ウェスタン - ウッドワード |